# Mantitheus pekinensis
Mantitheus pekinensis là một loài bọ cánh cứng trong họ Cerambycidae.